# Stadion der Freundschaft
El Stadion der Freundschaft es un campo de fútbol de Cottbus. El FC Energie Cottbus juega aquí sus partidos de casa.

## Historia
El "Estadio de la Amistad" (significado de su nombre en castellano) se inauguró en 1930. Sólo a finales de la década de 1970 fue el campo del Energie Cottbus. El equipo jugaba hasta entonces sus partidos en su propio estadio: el Max-Reimann-out. El Stadion der Freundschaft tenía por entonces un aforo de 15 000 espectadores. En 1983 se inició la transformación de la Stehtraversen y en 1985, el estadio llegó a ampliarse hasta los 18 000 aficionados. En agosto de 1988 fue la primera vez en usarse la nueva tribuna principal.
El 15 de abril de 1997 hubo unas fuertes inundaciones que afectaron al sistema de iluminación. Tras el ascenso a la 2. Bundesliga la normativa de la DFB obligó a realizar mejoras en estadio. Renovándose el vallado, accesos al césped desde el túnel del vestuario e instalándose un sistema de vídeo vigilancia. En abril de 1998, se instaló un moderno vídeo marcador en el fondo sur.
Al comienzo de la temporada 2003/04, el mayor proyecto de construcción, las dos nuevas tribunas del este entraron en funcionamiento. Ofreciendo 2760 plazas en el nivel superior, 4500 de pie en el nivel inferior, 50 espacios para sillas de ruedas y completamente cubierto.
En el verano de 2007, se amplió la tribuna Norte y hasta al inicio de la temporada 2007/08 lacubierta, la tribuna titular fue reconstruida. Se aumentó la capacidad ligeramente a 22 528 asientos.
El primer partido desde la remodelación del estadio fue el 15 de marzo de 2008 en el encuentro entre el Energie Cottbus y el Bayern Múnich (2-0) se vendieron todas las entradas. A principios de 2008, entró en servicio la tribuna vip en el oeste de 140 m².

## Reformas actuales
Tras la temporada 2007/08 el club remodeló la tribuna sur que se completará a inicios de la temporada 2008/09. Así como la construcción de la tribuna norte, también derreuir la última curva en el estadio, y para que sea la primera vez que el estadio tenga los fondos sin curvas. La nueva galería será permanente y puestos para un total de 5559 espectadores. Esto significa una reducción de la capacidad total de 218 sobre un total de 22 528 espectadores.

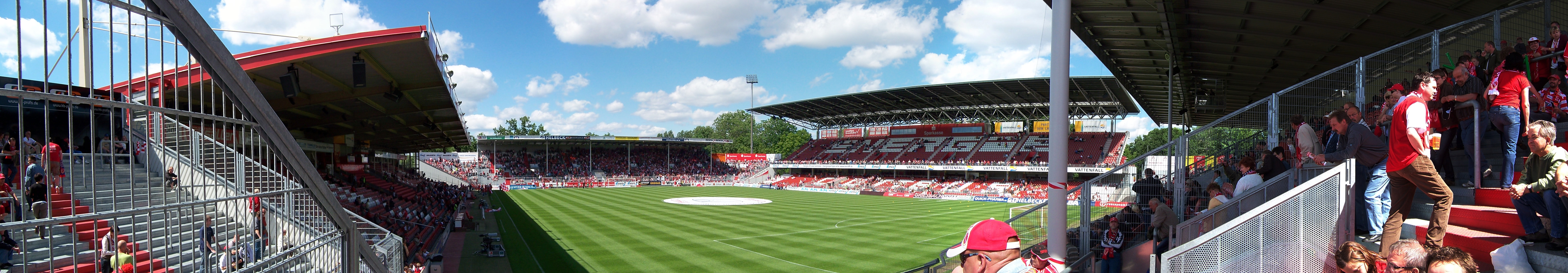
Imagen panorámica del estadio.

## Capacidad del aforo
El estadio cuenta actualmente con una capacidad de 22 746 espectadores. Ofrece 9102 plazas cubiertas, 6078 cubiertos y no cubiertos 7411 de pie, y 155 asientos para personas en silla de ruedas.
El siguiente cuadro muestra al público los últimos años.
| Temporada | Total   | Socios | Incluyendo abonos |
| --------- | ------- | ------ | ----------------- |
| 1998/99   | 129 080 | 7593   | 799               |
| 1999/00   | 180 246 | 10 603 | 877               |
| 2000/01   | 280 564 | 16 504 | 7440              |
| 2001/02   | 282 812 | 16 636 | 4563              |
| 2002/03   | 223 669 | 13 157 | 6987              |
| 2003/04   | 191 760 | 11 985 | 2600              |
| 2004/05   | 171 950 | 10 115 | 3172              |
| 2005/06   | 188 765 | 11 104 | desconocido       |
| 2006/07   | 270 496 | 15 912 | desconocido       |
| 2007/08   | 279 427 | 16 437 | 6250              |